# Odontorrhynchus
Odontorrhynchus là một chi phong lan (họ Orchidaceae) thuộc phân họ Orchidoideae. Có tất cả sáu loài được biết đến, tất cả chúng đều sống ở Nam Mỹ.
Các loài đó là:
1. Odontorrhynchus alticola Garay - Peru, Argentina
2. Odontorrhynchus castillonii (Hauman) M.N.Correa - Bolivia, Argentina
3. Odontorrhynchus domeykoanus Szlach. - Chile
4. Odontorrhynchus erosus Szlach. - Chile
5. Odontorrhynchus monstrosus Szlach. - Bolivia
6. Odontorrhynchus variabilis Garay - Chile